# Бобович, Бабакай Эммануилович
Бабака́й (Борис) Эммануилович Бобо́вич (9 [21] января 1886, Таврическая губерния — 1921) — русский агроном

, специалист в области садоводства и сельского хозяйства, общественный деятель.

## Биография
Родился 9 января 1886 года в караимской семье. Отец — потомственный почётный гражданин Эммануил Бабакаевич Бобович (1861—1908), городской голова Карасубазара с 1902 года. Мать — Татьяна (Тотеке) Самуиловна Бобович, урождённая Шишман (?—1896). 
В 1904 году окончил дополнительный класс Симферопольского реального училища, в 1909 году — Рижский политехнический институт со званием учёного-агронома первого разряда и занялся управлением родовым имением «Ган Яфе» под Карасубазаром. В мае 1911 года избран городским головой Карасубазара, на должности которого находился в течение 10 лет. В этот период в городе была построена дорога для вывоза сельскохозяйственной продукции, здание народного училища. Состоял гласным Симферопольского уездного земского собрания. В 1913 году присутствовал на Высочайшем приёме императором Николаем II городских голов Таврической губернии в Ливадии. 15 мая 1915 года в качестве делегата от караимов Карасубазара участвовал в выборах Таврического и Одесского караимского гахама в Евпатории. Во время революции оказался под угрозой расстрела со стороны матросов как «буржуй», но был спасён благодаря заступничеству горожан. Умер в 1921 году от тифа и похоронен на Симферопольском караимском кладбище.

## Общественная деятельность
- Товарищ (заместитель) председателя Карасубазарского отдела Императорского Российского общества плодоводства[13]
- Член попечительского совета Карасубазарской женской гимназии (с 1913)[14]
- Член правления Карасубазарского общества вспомоществования недостаточным учащимся[15]
- Председатель Карасубазарского городского комитета Всероссийского союза городов[16]
- Габбай карасубазарской кенассы[17]

## Труды
В 1913 году написал и издал очерк «Материалы для составления экономической записки к проектируемой железной дороге Карасубазар-Симферополь», в котором обосновывал необходимость прокладки железнодорожной линии из Симферополя в Карасубазар. Бобович писал, что в Карасубазаре имеются залежи каолина и других природных ресурсов, а также минеральный источник, имеющий лечебные свойства. Последнее должно было заинтересовать органы власти, так как город мог стать курортом. Но ни представленные расчёты, ни проведённая общественная работа не повлияли на чиновников, и железная дорога не была построена.

## Семья
Жена — Лидия Моисеевна Бобович.
- Сын — Владимир Борисович Бобович (1917, Симферополь — 1964), участник Великой Отечественной войны, капитан техслужбы[19][20][21].

## Награды
- Знак Красного Креста (1916)[22]